# Nooken
Nooken är ett distrikt i Kirgizistan.   Det ligger i oblastet Zjalal-Abad Oblusu, i den västra delen av landet, 260 km sydväst om huvudstaden Bisjkek. Arean är 2 336 kvadratkilometer.
Terrängen i Nooken är kuperad söderut, men norrut är den bergig.